# The Strong, Silent Type
"The Strong, Silent Type" 49. je epizoda HBO-ove televizijske serije Obitelj Soprano i deseta u četvrtoj sezoni serije. Razradu su napisali Terence Winter, Robin Green i Mitchell Burgess prema priči Davida Chasea. Režirao ju je Alan Taylor, a originalno je emitirana 17. studenog 2002.

## Radnja
U Bada Bingu, oko tjedan dana nakon smrti Ralpha Cifaretta, Tony se pred ekipom pretvara da ga traži zovući Ralphovu kuću, gdje dobiva automatsku sekretaricu. Christopher dolazi s velikim omotom. Ispostavlja se da je to slika Tonyja i Pie-O-My koju je Tony prethodno naručio. Smeten, Tony odlazi iz Bada Binga. Vozeći se autocestom gotovo u suzama, nazove Bing i naređuje da se slika uništi. Kasnije, Paulie, nesvjestan Tonyjevih naredbi, ugleda Bennyja Fazia i Little Paulieja kako pokušavaju zapaliti sliku i zaustavi ih, rekavši kako bi mu bila čast da mu Tonyjeva slika visi u kući. Nakon što ju je objesio u dnevnom boravku, Tonyjeve ga oči progone. Paulie kasnije daje modificirati sliku kako bi Tony bio odjeven u odoru francuskog generala iz 18. stoljeća.
Ralphov nestanak postaje problem. Na večeri, Silvio Dante, Patsy Parisi i Ally Boy Barese sažimaju ono što neki misle: Tony je ubio Ralpha zbog konja. Nakon što je Silvio napustio stol, Ally Boy kaže kako bi svaki šef koji ubije člana svoje ekipe zbog konja trebao biti ubijen, a u slučaju da je Tony počinio takvo djelo, Silvio bi bio prvi koji bi morao nešto poduzeti. 
U međuvremenu Tony posjećuje Ralphova komatiziranog sina u bolnici te kasnije odlazi na sastanak s dr. Melfi. Dok Tony govori o svojoj boli zbog gubitka Pie-O-My, ona komentira kako se čini da on više pati zbog životinja nego ljudi; ističe kako je njegova tuga zbog pataka koje su napustile njegov bazen bila unutarnja metafora za njegove brige i strahove zbog gubitka svoje obitelji. Dr. Melfi upita može li se smrt konja dovesti u odnos s unutarnjim sukobom.
Nakon što se Furio vraća iz Napulja, donosi darove za A.J.-a i Meadow, ali ne i za Carmelu. Carmela ga kasnije posjećuje u njegovoj kući, pod izgovorom davanja savjeta za dekoriranje interijera (opet s A.J.-em kao nevoljkim pratiocem koji bi trebao obuzdati njezino potencijalno iskušenje) te dobiva bocu domaćeg talijanskog octa. Nakon što Carmela kaže Rosalie o svojim osjećajima, udovica joj kaže, ako se do tada nije upustila u intimni odnos s Furiom, da to i ne čini jer će se Tony osvetiti Furiu.
Na sastanku, Johnny Sack zahtijeva od Tonyja da pusti i New York u prijevaru Ureda za građenje i urbani razvoj, a nakon što Tony odbije, Johnny komentira kako možda čini "veliku pogešku". 
Natrag u Bada Bingu, Tony saziva sastanak s Pauliejem, Silviom, Vitom Spataforeom, Carlom Gervasijem, i drugim glavnim članovima. Nakon što se svi pojavili, Tony im kaže da zna što se dogodilo Ralphu i ako je u pravu, on se neće vratiti. Tony natukne kako je Johnny Sack ubio Ralpha zbog građevinskog projekta. Tony spominje kako će se kasnije baviti osvetom. Ostali nagađaju i spominju "šalu o Ginny Sack" i da li je to imalo utjecaja na Ralphov nestanak. Tony kaže kako nije siguran da je to ičemu pomoglo.
Adriana se sastaje sa svojim kontaktom iz FBI-a, agenticom Robyn Sanseverino te joj daje što je moguće manje informacija. Sanseverino, znajući za Christopherovu heroinsku ovisnost, sugerira joj da ga natjera na odvikavanje i daje joj iste brošure klinike Hazelden Foundation koje im je FBI slao putem pošte. Vidjevši svoga mrtvog psića na kauču, Adriana se rasplače. (Nafiksani je Christopher ranije sjeo na njega i ugušio ga). Kasnije, kad mu Adriana dâ brošuru centra za odvikavanje, on je udari i sruši je na pod jer je sugerirala kako je on propali narkoman. Christopheru je ranije istog dana ukraden automobil te je opljačkan dok je pokušavao kupiti heroin u siromašnoj četvrti. 
Carmelu posjećuje pretučena Adriana te čuje kako je Christopher zbog svoje heroinske ovisnosti postao jako nestabilan, nepouzdan i živčan. Tony odbija Juniorov savjet koji uspoređuje Christophera s voljenim psom koji oboli od bjesnoće, rekavši kako ga treba riješiti muka. Umjesto toga, organiziraju intervenciju. Nakon što se Christopher probudio jednog jutra, ugleda stan prepun rodbine i prijatelja. Svi mu govore kako je njegova ovisnost utjecala na njih. Christopher prekida i verbalno napada govornike. Nakon što mu Paulie kaže da se sredi, Christopher počne spominjati njihov fijasko u Pine Barrensu. To razbjesni Paulieja, ali samo zbuni savjetnika intervencije. Tony, koji se još oporavlja od smrti Pie-O-My i incidenta s Ralphiejem, razbjesni se nakon što Adriana otkrije kako je Christopher, osim što pati od erektilne disfunkcije uzrokovane ovisnošću, slučajno ubio njezina psa. I konačno, nakon što svoju majku nazove "kurvom", Christophera pretuku Silvio i Paulie, nakon čega se intervencija otima kontroli. Prije i nego što je započela, intervencija završava odvoženjem Christophera u bolnicu s frakturom lubanje.  
U bolnici, Tony kaže Christopheru da je jedini razlog što je još živ taj što mu je nećak i zato što ga voli. Organizira Christopherov odlazak na odvikavanje i zatraži od njega da ne napušta kliniku dok ne bude čist i trijezan, rekavši kako će ga Patsy promatrati milju dalje od klinike te da će ga ubiti ako je pokuša napustiti.
Tony kasnije posjećuje Juniora, ali on spava. Svetlana Kiriljenko je ondje bez svoje prostetske noge, na štakama. Upuštaju se u jednostavni razgovor na kauču. Svetlana govori o drugačijim pogledima na svijet između Amerikanaca i ostatka svijeta; kako Amerikanci ne očekuju da će se dogoditi nešto loše te se iznenade kad se dogodi dok ostatak svijeta očekuje najgore i nisu razočarani. Tony primjećuje kako ga Svetlana, u djelomičnoj sjeni s plavom kosom i u dimu cigarete, podsjeća na Gretu Garbo. Pogledaju se i upuštaju u seks na Juniorovu kauču.
Christopher se prijavljuje u Eleuthera House, kliniku za odvikavanje u Pennsylvaniji, a Patsy i Adriana se opraštaju od njega.
Epizoda završava sa scenama Tonyja i Furia kako jedu sami u svojim domovima bez Carmele, njihove zajedničke ljubavi. Paulie, isto tako sam kod kuće, vješa sliku Tonyja i Pie-O-My. Tony je sada postao francuski general iz 18. stoljeća kao što je Paulie i želio. Paulie sjedne s pogledom na sliku i uključi televiziju s utakmicom Yankeesa. Međutim, Tonyjeve ga oči i dalje uznemiravaju što ga nagna da se okrene i zabrinuto pogleda u sliku.

## Glavni glumci
- James Gandolfini kao Tony Soprano
- Lorraine Bracco kao dr. Jennifer Melfi
- Edie Falco kao Carmela Soprano
- Michael Imperioli kao Christopher Moltisanti
- Dominic Chianese kao Corrado Soprano, Jr.
- Steven Van Zandt kao Silvio Dante
- Tony Sirico kao Paulie Gualtieri
- Robert Iler kao A.J. Soprano
- Jamie-Lynn Sigler kao Meadow Soprano *
- Aida Turturro kao Janice Soprano *
- Joe Pantoliano kao Ralph Cifaretto **
- Drea de Matteo kao Adriana La Cerva
- Federico Castelluccio kao Furio Giunta

* samo potpis

** glas

### Gostujuće uloge
| - Cristina Ablaza kao liječnica - Tom Aldredge kao Hugh De Angelis - Sharon Angela kao Rosalie Aprile - Leslie Bega kao Valentina La Paz - Carl Capotorto kao Little Paulie Germani - Max Casella kao Benny Fazio - Herman Chavez kao uličar - Dane Curley kao Justin Cifaretto - Joseph R. Gannascoli kao Vito Spatafore - Dan Grimaldi kao Patsy Parisi - Alla Kliouka Schaffer kao Svetlana Kiriljenko - Elias Koteas kao Dominic Palladino - Marianne Leone kao Joanne Moltisanti - Daniel London kao Eddie | - Heather MacRae kao službenica - Richard Maldone kao Ally Boy Barese - Marissa Matrone kao Ronnie Capozza - Arthur J. Nascarella kao Carlo Gervasi - Carlos Pizarro kao diler - Frank Santorelli kao Georgie - Suzanne Shepherd kao Mary De Angelis - Gurdeep Singh kao Prabhat - Jelena Solovej kao Branka Libinsk - Burhan K. Uddin kao taksist - Maureen Van Zandt kao Gabriella Dante - Sidney Williams kao Brad Miller - Karen Young kao agentica Sanseverino |

## Naslovna referenca
- Naslov epizode je karakteristika Garyja Coopera, koju Tony često spominje na terapiji. Tony je prvi put opisao Coopera na ovaj način u pilot epizodi.

## Reference na druge medije
- Na početku epizode, dok se Christopher fiksa heroinom prije nego što sjeda na psa, televizija prikazuje kratke filmove iz serije Our Gang.

## Vanjske poveznice
- The Strong, Silent Type u internetskoj bazi filmova IMDb-a